# Millstreet Films
Millstreet Films is een in Amsterdam gevestigd Nederlands productiebedrijf en produceert speelfilms en TV series.
Het bedrijf is in 2010 opgericht door producent Rachel van Bommel en produceerde sindsdien verschillende films als Loft (2010), Gooische vrouwen (2011), Soof (2013), Rendez-Vous (2015) en Soof 2 (2016). De Held (2016), naar het boek van Jessica Durlacher, was de openingsfilm van het Nederlands Film Festival.
In 2014 produceerde Millstreet Films haar eerste dramaserie Nieuwe Buren, die hoge kijkcijfers behaalde op RTL 4 en ook internationaal succesvol is. Inmiddels zijn alle vier de seizoenen te zien op Videoland.
Als vervolg op de twee bioscoopfilms keerde 'Soof' terug in haar eigen serie voor RTL 4 , waarvan beide seizoenen in Nederland werden uitgezonden op  RTL 4 en te zien zijn op Videoland.
In 2018 produceerde Millstreet Films de serie ANNE+. Na de première op het Nederlands Film Festival werd de serie genomineerd voor een Prix Europa en geselecteerd voor diverse festivals wereldwijd, waaronder het Tribeca Film Festival in New York, Series Mania en Outfest LA.
De speelfilms Singel 39 en Baantjer het Begin verschenen in 2019 in de bioscoop. Baantjer het Begin werd op het Nederlands Film Festival bekroond met een Gouden Kalf voor Beste Production Design. Een aansluitende gelijknamige serie werd in Nederland uitgezonden op RTL 4 .
In 2020 is seizoen 2 van ANNE+ uitgebracht en werd bekend dat er gewerkt werd aan een de derde Soof-film.
In mei 2021 werd bekendgemaakt dat de filmrechten waren gekocht van Zachtop lachen, de debuutroman van Malou Holshuijsen.

## Producties
| Jaartal | Productie                       |
| ------- | ------------------------------- |
| 2010    | Loft                            |
| 2011    | Gooische Vrouwen                |
| 2013    | Soof                            |
| 2014    | Nieuwe buren                    |
| 2015    | Rendez-vous                     |
| 2016    | De held                         |
| 2016    | De premier                      |
| 2016    | Nieuwe buren seizoen 2          |
| 2016    | Soof 2                          |
| 2017    | Soof: een nieuw begin           |
| 2018    | Nieuwe buren seizoen 3          |
| 2018    | Gutmensch                       |
| 2018    | ANNE+                           |
| 2018    | Soof: een nieuw begin seizoen 2 |
| 2018    | Nieuwe buren seizoen 4          |
| 2018    | Gappies                         |
| 2019    | Singel 39                       |
| 2019    | Baantjer: het begin             |
| 2020    | ANNE+ seizoen 2                 |
| 2020    | Groeten van Gerri               |
| 2021    | Herrie in Huize Gerri           |
| 2024    | Schitterend                     |